# Сокусінбуцу
Сокусінбуцу (яп. 即身成仏) — практика добровільної самомуміфікації буддистських ченців. Найбільшого поширення набула в японській провінції Ямагата між XI та XIX століттями у ченців школи Сінгон. Останній зареєстрований випадок відноситься до 1903 року. Всього відомо 24 добре збережених мумії японських ченців, які пройшли цю процедуру.
Походження цієї практики не цілком зрозуміло.

## Процес самомуміфікації
Процедура виконувалася ченцем добровільно, та складалася з трьох етапів по 1000 днів кожен, тобто загальна тривалість досягала до 10 років (фізично людина залишалася в живих протягом приблизно 6 років).
1. Схуднення, з метою максимального зменшення кількості жирової тканини.
2. Дієта на основі кори й коренів сосни. До кінця етапу в так званий раціон додається отруйний сік урусі. Токсин Урусіол накопичується в тканинах ще живої людини.
3. Замуровування живцем. Монаха опускали в спеціально вириту могилу й запечатували, залишаючи трубку для доступу повітря, та забезпечуючи дзвіночком для подачі сигналів про те, що монах ще живий. Після закінчення трьох років після того, як сигнали дзвіночка припинялися, могилу розкривали і перевіряли збереження мумії. Передбачається, що результативність процесу була невисока, й далеко не кожне тіло досягало стану мумії.